# Ángel Fernández Pérez
Ángel Fernández Pérez (El Astillero, Cantabria, 16 de septiembre de 1988) es un jugador español de balonmano que forma parte del Balonmano Torrelavega. Juega como extremo izquierdo, pero gracias a su gran altura puede jugar en ocasiones como lateral izquierdo. Debutó como internacional con la selección de balonmano de España en 2015.

## Biografía
Comenzó a jugar al balonmano en el año 1994 en el equipo de su pueblo natal, el S.D.C. Astillero. En este equipo permaneció hasta la temporada 2006-2007, cuando fichó por el Teka Cantabria. Estuvo allí durante dos temporadas hasta que fichó por otro equipo de la región, el Club Deportivo Torrebalonmano. Con este equipo ascendió a la División de Honor Plata de Balonmano y fue siempre uno de los máximo goleadores de la categoría, logrando ser el 5º máximo goleador de la liga en su último año en Torrelavega.
En el verano de 2013 fichó por el Naturhouse La Rioja, equipo de primera división del balonmano español, la Liga ASOBAL. Llegó como extremo izquierdo, pero su entrenador Jota González comenzó a utilizarlo como lateral izquierdo o avanzado. Esa misma temporada debutó en la Liga de Campeones de la EHF frente al HSV Hamburg anotando dos goles, aunque su mejor partido en la competición continental fue contra el RK Velenje, en el que marcó 10 goles. Al final de la temporada consiguieron el subcampeonato de Liga y de la Supercopa de España. Al año siguiente fue convocado por Manolo Cadenas como sustituto de Cristian Ugalde para dos enfrentamientos en abril y mayo de 2015 contra Alemania.
A finales de 2016 fue convocado por Jordi Ribera para disputar el Campeonato Mundial de Balonmano Masculino de 2017.

## Clubes
- Teka Cantabria (2006-2008)
- Club Deportivo Torrebalonmano (2008-2013)
- Club Balonmano Ciudad de Logroño (2013-2018)
- Vive Kielce (2018-2021)
- FC Barcelona (2021-2022)
- Limoges Hand 87 (2022-2024 )[6]
- Balonmano Torrelavega (2024-act.)[7]

## Participaciones en grandes torneos
| JJOO                           | Sede             | Resultado | Partidos | Goles |
| ------------------------------ | ---------------- | --------- | -------- | ----- |
| Juegos Olímpicos de Tokio 2020 | Bandera de Japón | 3.º       | 7        | 17    |

| Mundial                                           | Sede                                       | Resultado | Partidos | Goles |
| ------------------------------------------------- | ------------------------------------------ | --------- | -------- | ----- |
| Campeonato Mundial de Balonmano Masculino de 2017 | Bandera de Francia                         | 5º        | 7        | 25    |
| Campeonato Mundial de Balonmano Masculino de 2019 | Bandera de Dinamarca · Bandera de Alemania | 7º        | 9        | 15    |
| Campeonato Mundial de Balonmano Masculino de 2021 | Bandera de Egipto                          | 3.º       | 9        | 32    |
| Campeonato Mundial de Balonmano Masculino de 2023 | Bandera de Polonia · Bandera de Suecia     | 3.º       | 9        | 30    |

| Europeo                                           | Sede                                                        | Resultado | Partidos | Goles |
| ------------------------------------------------- | ----------------------------------------------------------- | --------- | -------- | ----- |
| Campeonato Europeo de Balonmano Masculino de 2018 | Bandera de Croacia                                          | 1.º       | 1        | 2     |
| Campeonato Europeo de Balonmano Masculino de 2020 | Bandera de Austria · Bandera de Noruega · Bandera de Suecia | 1.º       | 8        | 33    |
| Campeonato Europeo de Balonmano Masculino de 2022 | Bandera de Eslovaquia · Bandera de Hungría                  | 2.º       | 8        | 24    |

## Palmarés

### Kielce
- Liga de Polonia de balonmano (3): 2019, 2020, 2021
- Copa de Polonia de balonmano (2): 2019, 2021

### Barcelona
- Supercopa de España de Balonmano (1): 2022
- Liga Asobal (1): 2022
- Liga de Campeones de la EHF (1): 2022
- Copa Asobal (1): 2022
- Copa del Rey de Balonmano (1): 2022

### Selección nacional

#### Juegos Olímpicos
- Medalla de bronce en los Juegos Olímpicos de Tokio 2020

#### Campeonato del Mundo
- Medalla de bronce en el Campeonato Mundial de Balonmano de 2021
- Medalla de bronce en el Campeonato Mundial de Balonmano de 2023

#### Campeonato de Europa
- Medalla de oro en el Campeonato Europeo de Balonmano Masculino de 2018
- Medalla de oro en el Campeonato Europeo de Balonmano Masculino de 2020
- Medalla de plata en el Campeonato Europeo de Balonmano Masculino de 2022

#### Juegos Mediterráneos
- Medalla de bronce en los Juegos Mediterráneos de 2018

### Consideraciones individuales
- Mejor Extremo Izquierdo de la Liga ASOBAL (3): 2016, 2017 y 2018
- Elegido en el Equipo Ideal de la Semana de la Liga de Campeones (4): Jornada 3 (2015-16),[8] Jornada 3 (2016-17),[9] Jornada 8 (2016-17), Jornada 9 (2016-17)[10]
- En el equipo ideal del Campeonato Mundial de Balonmano de 2023.[11]